# Enif

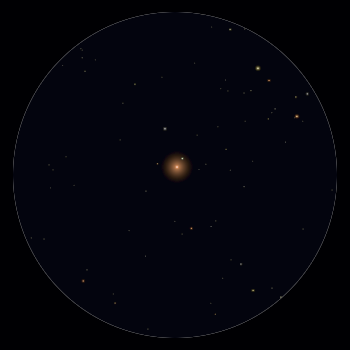
Constelación de Pegaso.

Enif (ε Pegasi / ε Peg / 8 Pegasi) es la estrella más brillante de la constelación de Pegaso con magnitud aparente +2.38.

## Nombre
El nombre Enif, así como sus distintas variantes Enf y Enir, provienen de la palabra árabe (al-anf, ‘la nariz’), por su posición en el hocico del caballo alado. Fum al Faras (‘la boca del caballo’), y Al Jahfalah (‘el labio’), fueron otros nombres que recibió esta estrella. El astrónomo John Flamsteed parece que la conoció como Os Pegasi.
Junto a Baham (θ Pegasi) y Sadalmelik (α Aquarii) constituye la vigesimotercera constelación china, Goei o Wēi (‘El Peligro’).

## Características
A una distancia aproximada de 670 años luz, Enif es una supergigante naranja de tipo espectral K2Ib en las etapas finales de su evolución estelar y, como tal, se puede considerar una estrella que está muriendo. Probablemente solo le queden unos pocos millones de años, y puede finalizar sus días explotando como una supernova o convirtiéndose en una enana blanca del raro tipo neón-oxígeno.
Como supergigante que es, su luminosidad equivale a 6700 soles y su radio es aproximadamente 150 veces más grande que el radio solar. Tiene una masa aproximada de unas diez masas solares. Hay que señalar que en alguna ocasión se ha observado que la estrella aumenta de brillo de forma notable en un corto espacio de tiempo, lo que ha planteado la hipótesis de que esta estrella pueda sufrir gigantescas erupciones o llamaradas.
Parece estar relacionada con otras dos supergigantes, Sadalmelik (α Aquarii) y Sadalsuud (β Aquarii), cuya luminosidad y distancia son similares. Se piensa que las tres estrellas pueden haber nacido en un mismo grupo que con el tiempo se ha ido disgregando.